# 根室半島砦跡群
根室半島砦跡群（日语：／ nemurohantō chashi atogun）是位在北海道根室市的24處砦跡（日语：チャシ跡、チャシコツ）之總稱。國之史跡。日本100名城之一。「日语：」一般被認為是「砦」。

## 關連項目
- 日本100名城

## 外部連結
- 國指定文化財等データベース （页面存档备份，存于）